# چوی مون-سیک
چوی مون-سیک (انگلیسی: Choi Moon-sik؛ زادهٔ ۶ ژانویهٔ ۱۹۷۱) بازیکن سابق و مربی فوتبال اهل کره جنوبی است.
از باشگاه‌هایی که در آن بازی کرده‌است می‌توان به باشگاه فوتبال ججو یونایتد، باشگاه ارتش کره‌جنوبی، باشگاه فوتبال اوئیتا ترینیتا، باشگاه فوتبال پوهانگ استیلرز، باشگاه فوتبال چونام دراگونز، و باشگاه فوتبال سوون سامسونگ اشاره کرد.
وی همچنین در تیم ملی فوتبال کره جنوبی بازی کرده‌است.